# Wolfram Alpha
Wolfram|Alpha (ook gespeld als: WolframAlpha, met rood Wolfram en oranjerood Alpha, of als Wolfram Alpha) is een antwoordmachine op het web, die niet zoekt naar pagina's zoals een zoekmachine doet, maar naar antwoorden op vragen, dat doet hij door te zoeken in een database van informatie. Om de antwoorden te berekenen maakt het gebruik van de software Mathematica. In maart 2009 is de antwoordmachine aangekondigd door de Britse natuurkundige Stephen Wolfram. De website is voor het publiek geopend op 15 mei 2009 en is officieel geopend op 18 mei 2009.

## Gebruik
In tegenstelling tot andere zoekmachines verwijst Wolfram Alpha niet door naar andere websites, maar probeert je onmiddellijk het antwoord te geven. Bezoekers kunnen vragen ingeven via een tekstveld op de website. De service berekent dan de antwoorden en de bijbehorende visualisaties vanuit een databank met kennis.
De website maakt gebruik van de software Mathematica. Wiskundige vragen zijn dus geen probleem. Deze worden beantwoord in een formaat dat leesbaar is door mensen.
Voorbeeld: lim(x-> 0) x/sin x geeft het verwachte antwoord, 1, een grafiek en een mogelijke afleiding van de limiet met behulp van de regel van l'Hôpital.
De website is ook in staat om vragen gesteld in Engels te beantwoorden, zoals Where was Michael Jackson born (waar is Michael Jackson geboren?) of complexere vragen zoals How old was Albert II in 1985 (Hoe oud was Albert II in 1985?).
Daarnaast kan Wolfram Alpha gegevens uit verschillende gegevenstabellen samenvoegen. Voorbeeld: "What is the smallest country by GDP per capita? (Welk land heeft het kleinste BBP per hoofd van de bevolking?).
De database bevat momenteel honderden gegevensgebieden, zoals meteorologische gegevens, datum en tijd, statistiek, natuurwetenschappen, socio-economische gegevens, geografie, engineering, gezondheidszorg en geneeskunde, astronomie, transport, life sciences, computerwetenschappen, financiële gegevens, omzetten van eenheden, kleuren, muziek, sport, organisaties, geschiedenis, cultuur en media, taal, en nutritionele gegevens. Aan deze kennisdatabanken is ongeveer twee jaar gewerkt en deze zal blijven groeien.